# Glycaspis taylori
Glycaspis taylori är en insektsart som beskrevs av Moore 1970. Glycaspis taylori ingår i släktet Glycaspis och familjen rundbladloppor. Inga underarter finns listade i Catalogue of Life.